# Richteria
Richteria là một chi thực vật có hoa trong họ Cúc (Asteraceae).

## Loài
Chi Richteria gồm các loài: